# Liste des circonscriptions provinciales du Québec par région
Ceci est la liste des 125 circonscriptions électorales provinciales distribuées dans les régions administratives du Québec, au Canada.

## Abitibi-Témiscamingue
- Abitibi-Est
- Abitibi-Ouest
- Rouyn-Noranda–Témiscamingue

## Bas-Saint-Laurent
- Côte-du-Sud (en partie)
- Matane-Matapédia
- Rimouski
- Rivière-du-Loup–Témiscouata

## Capitale-Nationale
- Charlesbourg
- Charlevoix–Côte-de-Beaupré
- Chauveau
- Jean-Lesage
- Jean-Talon
- La Peltrie
- Louis-Hébert
- Montmorency
- Portneuf
- Taschereau
- Vanier-Les Rivières

## Centre-du-Québec
- Arthabaska
- Drummond–Bois-Francs
- Johnson (en partie)
- Nicolet-Bécancour

## Chaudière-Appalaches
- Beauce-Nord
- Beauce-Sud (en partie)
- Bellechasse
- Chutes-de-la-Chaudière
- Côte-du-Sud (en partie)
- Lévis
- Lotbinière-Frontenac
- Mégantic (en partie)

## Côte-Nord
- Duplessis (partie)
- René-Lévesque

## Estrie
- Beauce-Sud (en partie)
- Brome-Missisquoi
- Granby
- Mégantic (en partie)
- Orford
- Richmond
- Saint-François
- Sherbrooke

## Gaspésie-Îles-de-la-Madeleine
- Bonaventure
- Gaspé
- Îles-de-la-Madeleine

## Lanaudière
- Berthier
- Bertrand (en partie)
- Joliette
- L'Assomption
- Les Plaines (en partie)
- Masson
- Repentigny
- Rousseau (en partie)
- Terrebonne

## Laurentides
- Argenteuil
- Bertrand (en partie)
- Blainville
- Deux-Montagnes
- Groulx
- Labelle
- Les Plaines (en partie)
- Mirabel
- Prévost
- Rousseau (en partie)
- Saint-Jérôme

## Laval
- Chomedey
- Fabre
- Laval-des-Rapides
- Mille-Îles
- Sainte-Rose
- Vimont

## Mauricie
- Champlain
- Laviolette–Saint-Maurice
- Maskinongé
- Trois-Rivières

## Montérégie
- Beauharnois
- Borduas
- Chambly
- Châteauguay
- Huntingdon
- Iberville
- Johnson (en partie)
- La Pinière
- Laporte
- La Prairie
- Marie-Victorin
- Montarville
- Richelieu
- Saint-Hyacinthe
- Saint-Jean
- Sanguinet
- Soulanges
- Taillon
- Vachon
- Vaudreuil
- Verchères

## Montréal
- Acadie
- Anjou–Louis-Riel
- Bourassa-Sauvé
- Camille-Laurin
- D'Arcy-McGee
- Gouin
- Hochelaga-Maisonneuve
- Jacques-Cartier
- Jeanne-Mance—Viger
- LaFontaine
- Laurier-Dorion
- Marguerite-Bourgeoys
- Marquette
- Maurice-Richard
- Mercier
- Mont-Royal–Outremont
- Nelligan
- Notre-Dame-de-Grâce
- Pointe-aux-Trembles
- Robert-Baldwin
- Rosemont
- Saint-Henri—Sainte-Anne
- Saint-Laurent
- Sainte-Marie—Saint-Jacques
- Verdun
- Viau
- Westmount—Saint-Louis

## Nord-du-Québec
- Duplessis (partie)
- Ungava

## Outaouais
- Chapleau
- Gatineau
- Hull
- Papineau
- Pontiac

## Saguenay—Lac-Saint-Jean
- Chicoutimi
- Dubuc
- Jonquière
- Lac-Saint-Jean
- Roberval